# Job Cohen
Marius Job Cohen (nacido el 18 de octubre de 1947) es un político neerlandés del Partido Laborista neerlandés (PvdA). Fue alcalde de Ámsterdam desde el 15 de enero de 2001 hasta el 12 de marzo de 2010, fecha en la que renunció al cargo para encabezar la candidatura del Partido Laborista neerlandés en las elecciones legislativas de los Países Bajos de 9 de junio de 2010 [cita requerida].

## Orígenes y formación académica
Marius Job Cohen nació el 18 de octubre de 1947 en Haarlem, Países Bajos. Es el hijo menor del profesor de historia Adolf Emile Cohen y de Coster Hetty, destacados miembros de la comunidad judía local, de orientación progresista [cita requerida].
Cohen cursó sus estudios primarios en Heemstede y asistió al instituto de secundaria Stedelijk Gymnasium Haarlem desde 1960 hasta 1966. Estudió Derecho en la Universidad de Groninga, por la que obtuvo la graduación en 1971.
Cohen es padre de un hijo, Jap (nacido en 1980) y de una hija, Lotje (nacida en 1983).

## Experiencia laboral y docente
Job Cohen trabajó, entre el 1 de septiembre de 1971 y el 1 de septiembre de 1981, en el Departamento de Investigación en la Facultad de educación en la Universidad de Leiden, por la que se doctoró en junio de 1981. En septiembre de ese mismo año se incorporó a la Universidad de Maastricht en calidad de presidente de una comisión que allanó el terreno para constituir bajo su dependencia una Facultad de Derecho. Tras convertirse, el 1 de septiembre de 1983, en profesor de métodos y técnicas de la Facultad de Derecho, el 1 de enero de 1991 pasó a ejercer el cargo de rector de la Universidad.

## Primeros años de actividad política
El 2 de julio de 1993 fue nombrado Secretario de Estado de Educación, Cultura y Ciencia -puesto inferior al de Ministro- en el tercer gobierno presidido por el democristiano Ruud Lubbers. No obstante, fue efímera su participación en este Gobierno, y el 22 de agosto de 1994 cesó en sus funciones y retornó a su puesto en la Universidad de Maastricht. En junio de 1995, pasó a ocupar un escaño en el Senado -la cámara alta del Parlamento holandés, los denominados Estados Generales-, durante cuyo mandato fue líder del grupo parlamentario del PvdA desde agosto de 1996 hasta la terminación de su periodo.
Inició un año sabático el 1 de enero de 1998, pero en febrero fue nombrado director interino del ente público de radiotelevisión VPRO, puesto en el que permaneció hasta el 15 de agosto. Sólo doce días antes había renunciado a su escaño parlamentario en el Senado para ser nombrado Secretario de Estado de Justicia en el segundo Gobierno presidido por su correligionario Wim Kok. Desde este puesto tuvo a su cargo la responsabilidad de aplicar una nueva ley de inmigración destinada a restringir la entrada de personas con el status de refugiado político a casos muy concretos [cita requerida].

## Alcalde de Ámsterdam (2001-2010)
El 31 de diciembre de 2000 renunció a su cargo en el Gobierno holandés para convertirse, el 15 de enero de 2001, en burgomaestre (alcalde) de Ámsterdam [cita requerida], por nombramiento de la reina Beatriz de Holanda -aunque en la práctica el monarca designa al candidato con más posibilidades de obtener el respaldo de la mayoría de los miembros de la corporación local-.
Sus primeros meses como nuevo regidor de la capital holandesa coincidieron con el despliegue de la ley que permitía el matrimonio entre personas del mismo sexo, por lo que se convirtió en el primer funcionario público de los Países Bajos en casar una pareja homosexual, el 1 de abril de 2001.
Retornó brevemente a la política nacional a partir del mes de octubre de 2002, cuando cayó el efímero gobierno de centro-derecha presidido por el democristiano Jan Peter Balkenende, respaldado por miembros de la Lista Pim Fortuyn. Fue candidato a primer ministro en las elecciones generales que tuvieron lugar el 22 de enero de 2003. En ellas Cohen consiguió que el PdvA, sumido entonces en una crisis de liderazgo, obtuviera 42 escaños frente a los 44 del Llamamiento Cristiano Demócrata de Balkenende y convirtiéndose en el segundo partido con mayor representación parlamentaria. No obstante, las negociaciones posteriores dieron al traste con un gobierno de centro-izquierda presidido por Balkenende, que decidió pactar finalmente con formaciones conservadoras y de centro-derecha.
En noviembre de 2004, tras el asesinato del polémico director de cine Theo van Gogh a manos de un integrista musulmán, Cohen se destacó por su política conciliadora y el enfoque inclusivo hacia la comunidad musulmana que permitió rebajar la tensión en la ciudad [cita requerida]. En reconocimiento a esta decisiva intervención, fue declarado por la revista Time "Héroe europeo" en 2005 [cita requerida].
El 27 de enero de 2006 Cohen anunció su intención de continuar en la alcaldía de Ámsterdam por un segundo periodo [cita requerida]. La corporación local le invistió nuevamente burgomaestre casi por unanimidad el 12 de julio de ese año, con la sola oposición de Demócratas 66 -que defendían la elección directa del alcalde [cita requerida]-, por lo que a partir del 15 de enero de 2007 -fecha de conclusión del primer periodo- inició un segundo mandato consecutivo.
Las políticas de Cohen hacia las minorías étnicas se basan en el lema de "mantener las cosas en conjunto" (de boel bij elkaar houden). Estas actuaciones le produjeron enfrentamientos con el Gobierno holandés de centro-derecha y en especial con su ministra de Inmigración, Rita Verdonk, que acusó a Cohen de instaurar en Ámsterdam una suerte de "república bananera" con una permisiva política de seguridad, citando como prueba de ello el índice de delincuencia y los continuos disturbios protagonizados por jóvenes [cita requerida]. Para evitar el incremento de estas conductas, Cohen dedicó sus esfuerzos a perseguir fundamentalmente a los reincidentes y señaló que las claves para el éxito de su política de seguridad se basaban en un combate de los llamados enfoques duros -lucha contra la delincuencia- y blandos -lucha contra las causas del crimen-.
En 2006, Cohen fue declarado finalista en el premio al Alcalde del Mundo de 2006 [cita requerida], solo superado por el regidor de Melbourne, John So. A su zaga se hallaba el también prestigioso alcalde de Harrisburg, Stephen R. Reed. La organización City Mayors elogió el decisivo liderazgo de Cohen tras el asesinato de Van Gogh en 2004 y sus esfuerzos por mejorar la cohesión social entre la población de la capital holandesa.
A finales de 2007, Cohen se marcó como objetivo la reducción de la prostitución en Ámsterdam, tras las denuncias de que algunas organizaciones criminales se habían adueñado de la industria del sexo en la ciudad. El ayuntamiento reaccionó con la adquisición de 18 edificios en el Barrio Rojo De Wallen Geerts de Charlie con el fin de convertirlos en establecimientos de lujo en los que se ejerciera la prostitución de forma libre, regulada y voluntaria, tal y como permite la legislación holandesa [cita requerida]. Asimismo, revocó la licencia del burdel de lujo Yab Yum.

## Vuelta a la política nacional y acceso al liderazgo del PvdA
El 12 de marzo de 2010 Wounter Bos, ministro de Finanzas en el recién caído Gobierno de centro-izquierda presidido por Jan Peter Balkenende, renunció al liderazgo del Partido Laborista neerlandés (PvdA) por razones familiares [cita requerida]. Cohen, figura muy carismática, fue elegido para sustituirle al frente del partido [cita requerida] y encabezar sus listas electorales a las inmediatas elecciones legislativas del 9 de junio, como candidato a Primer Ministro [cita requerida]; asimismo, tras aceptar su nuevo puesto al frente del PvdA, renunció de inmediato a la alcaldía de Ámsterdam [cita requerida]. El 25 de abril fue proclamado oficialmente líder del partido y candidato a jefe de gobierno por el PdvA [cita requerida].
Su elección ha sido percibida por los analistas políticos como un intento por contrarrestar el ascenso del derechista Geert Wilders en las encuestas electorales, dado el prestigio de que goza tanto a nivel nacional como internacional [cita requerida]. Además, es visto como el líder que puede conseguir que el PvdA se escore hacia posiciones socialdemócratas cercanas al centro y con ello recupere espacio electoral en juego frente a las propuestas más conservadoras del PVV, aplaudidas por un importante sector de la sociedad [cita requerida].